# Jacek Merkel
Jacek Aleksander Merkel (ur. 20 listopada 1954 w Toruniu) – polski polityk, przedsiębiorca, w latach 1989–1993 poseł na Sejm X i I kadencji (1989–1993).

## Życiorys
Ukończył w 1978 studia w Instytucie Okrętowym Politechniki Gdańskiej, po czym do 1983 pracował w Biurze Projektowo-Konstrukcyjnym Stoczni im. Lenina w Gdańsku. W sierpniu 1980 uczestniczył w strajku w Stoczni Gdańskiej, następnie został członkiem władz Niezależnego Samorządnego Związku Zawodowego „Solidarność”. Zasiadał w prezydium zarządu regionu i prezydium Komisji Krajowej. W stanie wojennym internowano go na okres ponad roku. Brał udział w obradach Okrągłego Stołu. Kierował sztabem wyborczym Lecha Wałęsy w 1990, a po jego zwycięstwie do 12 marca 1991 zajmował stanowisko ministra stanu do spraw bezpieczeństwa narodowego w Kancelarii Prezydenta RP.
Od 1989 do 1993 pełnił funkcję posła na Sejm X kadencji z ramienia Komitetu Obywatelskiego i I kadencji jako członek Kongresu Liberalno-Demokratycznego. Zasiadał w prezydium rady krajowej KLD, prowadził kampanię wyborczą tej partii w 1993. Od 1994 do 2001 był członkiem Unii Wolności.
W 2001 wraz z Maciejem Płażyńskim, Donaldem Tuskiem i Andrzejem Olechowskim zakładał Platformę Obywatelską, został pełnomocnikiem okręgowym tej inicjatywy, wkrótce jednak wycofał się z bieżącej polityki.
W 1990 został przewodniczącym rady nadzorczej Fundacji Gospodarczej NSZZ „Solidarność”, w latach 1991–1993 był prezesem Solidarność Chase Bank S.A, a następnie do 1999 pracował w Caravana Polsko-Arabska Sp. z o.o. Był członkiem rad nadzorczych przedsiębiorstw PHZ Universal i Prokom Software, w latach 2000–2003 był przewodniczącym rady nadzorczej 4Media i spółek zależnych. Od 2004 zajmuje się prowadzeniem własnej działalności gospodarczej.
Jest autorem publikacji W imieniu własnym wydanej przez Wydawnictwo Bursztyn (Gdańsk 1999, ISBN 83-87650-04-8).

## Odznaczenia
W 2011 został odznaczony przez prezydenta Bronisława Komorowskiego, za wybitne zasługi dla przemian demokratycznych w Polsce, za znaczące osiągnięcia w działalności publicznej i społecznej, Krzyżem Komandorskim Orderu Odrodzenia Polski, którego przyjęcia jednak odmówił.